# Koloman Halicki
Koloman (ur. 1208, zm. 1241) – król halicki, syn Andrzeja II węgierskiego i jego pierwszej żony – Gertrudy z Meran (siostry św. Jadwigi Śląskiej i Agnieszki, królowej Francji). 

## Życiorys
W wyniku porozumienia jakie zawarł król Węgier Andrzej II węgierski i książę Leszek Biały i wynikającej z tego wspólnej polsko-węgierskiej wyprawy zbrojnej, siedmioletni syn króla Andrzeja II w 1214 roku został przez arcybiskupa Ostrzyhomia koronowany na króla Halicza, otrzymanego w związku z zaręczynami z córką Leszka I Białego, Salomeą. Węgierskie oddziały Kolomana w 1216 zostały pobite przez księcia Mścisława II Udałego i uszedł na Węgry. W 1219 roku po zwycięstwie wojsk polsko-węgierskich Koloman ponownie został przez swojego ojca osadzony na tronie, na którym zasiadł razem z małżonką Salomeą. W 1221 Mścisław pobił go i wziął do niewoli. Odzyskał wolność za cenę zrzeczenia się przez Węgry praw do Halicza. 
W 1226 objął rządy w Chorwacji. Zmarł wskutek ran, odniesionych w bitwie z Tatarami nad rzeką Sajo.